# Азриэли Сарона
Башня «Азриэ́ли Саро́на» (ивр. מגדל עזריאלי שרונה‎) — небоскрёб в Тель-Авиве, с 2016 года — самое высокое здание Израиля. Расположен на Дерех Бегин в комплексе Сарона (район Ха-Кирья).

## Форма
Здание имеет «скрученную» форму. Прямоугольная бетонная сердцевина обёрнута двумя вертикальными блоками, в которых расположены смещающиеся ряды этажей. Горизонтальные сечения этих блоков — прямоугольные трапеции, смещённые друг относительно друга. По мере приближения к верхним этажам, вместе с поворотом против часовой стрелки, взаимное смещение трапеций меняется на противоположное. Изгибаясь вокруг двух различных осей, профиль стеклянной башни по мере подъёма поворачивается в сторону моря, в то время как основание здания лежит параллельно существующей сетке улиц. Во время строительства, в особенности до облицовки этажей, башня производила впечатление «падающей», её сравнивали с Пизанской башней.

## Строительство
В мае 2011 года Azrieli Group выиграла тендер Управления земельных ресурсов Израиля на строительство на участке площадью 9,4 дунамов 180-метрового офисного здания общей площадью 82,710 м² (включая 6700 м² для коммерческого использования) за 522 млн шекелей.
В 2012 году Azrieli Group обратилась в Региональный комитет по планированию и строительству Тель-Авивского округа с просьбой расширить площадь, предназначенную для коммерческого использования, на 3300 м² за счет офисов. Комитет принял просьбу, но потребовал, чтобы был построен восьмой этаж подземной стоянки. В связи с ожидаемой высокой ценой (70 млн ш.) и увеличением сроков строительства был достигнут компромисс, согласно которому вместо восьмого этажа стоянки 500 парковочных мест будут выделены для общественного пользования по цене не выше цены парковок муниципальной фирмы Ахузот-ха-Хоф для жителей Тель-Авива. Семиэтажная подземная стоянка будет иметь в общей сложности 1600 парковочных мест, а на первых трёх этажах будет располагаться торговый центр. На 33—37 этажах будет построен респектабельный отель.
Краеугольный камень был заложен Давидом Азриэли в церемонии 12 марта 2012 года. По плану 2006 года на этом месте должно было быть построено здание на 75 м ниже, но в 2013 году Региональный комитет по планированию и строительству Тель-Авивского округа утвердил вместо него строительство здания высотой 255 м над уровнем моря (то есть 238,5 м над уровнем земли).
Строительство обошлось в 1,6 млрд шекелей. В ходе строительства погибли двое турецких рабочих в двух разных несчастных случаях.

## Использование
В июне 2016 года на 60 % здания уже были заключены договоры об аренде. Среди будущих и предполагаемых арендаторов — Amazon (11 этажей), Facebook и другие
В 2015 году Азриэли Group подписала с Africa Israel Investments соглашение об аренде 33—37 этажей в течение 20 лет для создания бизнес-отеля. Отель будет насчитывать 160 номеров и будет отделен от офисных этажей, будет иметь отдельные лифты и отдельное лобби с рестораном и бизнес-зал. Africa Israel Investment заплатила 250 млн ш. по договоренности и будет инвестировать ещё 50 млн шек. в строительство.

## Галерея
- Июнь 2015
- Март 2016
- Вид с запада, май 2016
- Азриэли Сарона в сентябре 2016
- Почти законченное здание, декабрь 2016